# Langstaartmarmot
De langstaartmarmot of rode marmot (Marmota caudata) is een soort marmot, een knaagdier uit de familie van de eekhoorns (Sciuridae). De langstaartmarmot leeft verspreid over berggebieden in Centraal-Azië: hij komt voor in de Hindoekoesj, de Karakoram, het westen van de Kunlun, de Pamir, de Altaj, het westen van de Tiensjan en Badakhshan in Afghanistan. In de regel leeft het dier tussen de 1.400 en 4.800 m hoogte. De grootste populaties bevinden zich in de hooggebergtesteppes van de Altaj en de hooggebergtewoestijn van de oostelijke Pamir.
De langstaartmarmot wordt door zoölogen met name onderscheiden op grond van de genitale botten: het penisbotje heeft een veel ingewikkelder structuur dan bij andere marmottensoorten.
1. ↑  (en) Langstaartmarmot op de IUCN Red List of Threatened Species.